# Amaury Antônio Pasos
Amaury Antônio Pasos, anche noto semplicemente come Amaury (San Paolo, 11 dicembre 1935 – San Paolo, 12 dicembre 2024), è stato un cestista brasiliano.

## Carriera
Con il Brasile disputò tre edizioni dei Giochi olimpici (Melbourne 1956, Roma 1960, Tokyo 1964) e quattro dei Campionati mondiali (1954, 1959, 1963, 1967).

## Palmarès
- MVP dei mondiali: 1

1959
- FIBA World Cup All-Tournament Teams: 2

1959, 1963